# Slatina (Hron)
Slatina (mađarski: Szalatna) je rijeka u  Slovačkoj pritok Hrona, dug 55,2 km. Površina sliva iznosi 793 km ². Izvire u središnjoj Slovačkoj na gorju Poľana sjeverno od grada Hriňove na visini od 740 metara i cjelim svojim tokom nalazi se u Slovačkoj. Ulijeva se u Hron kod grada Zvolena. 
- Gradovi kroz koje prolazi Slatina.

- Hriňová
- Detva
- Zvolen

## Ostali projekti
|  | Zajednički poslužitelj ima još gradiva o temi Slatina (rijeka) |